# 小行星5694
小行星5694（5694 Berényi）是一颗绕太阳运转的小行星，为主小行星带小行星。该小行星于1960年9月24日发现。

## 轨道参数
小行星5694的轨道半长轴为2.6077540 UA，离心率为0.168。